# Iris Markerink
Iris Markerink (Diepenveen, 13 december 1999) is een Nederlandse model. Ze wint in 2019 de titel Miss Beauty of Overijssel.

## Biografie en carrière
Markerink volgt de opleiding Tv-productie & Evenementen op het MBO college in Hilversum en loopt stage bij de EO als ze via Facebook wordt gescout voor de modellencasting van Miss Beauty of Overijssel 2019. Ze schopt het tot de laatste dertig. Uiteindelijk weet Markerink de verkiezing ook daadwerkelijk te winnen, waarna ze doorstroomt naar de Miss Earth-verkiezing.
In de jaren die volgen bouwt Markerink een carrière op als fotomodel en influencer. In 2023 maakt ze haar debuut op de FHM500-lijst. Los van haar werkzaamheden als model en influencer is Markerink ook productieassistent.